# Azanie

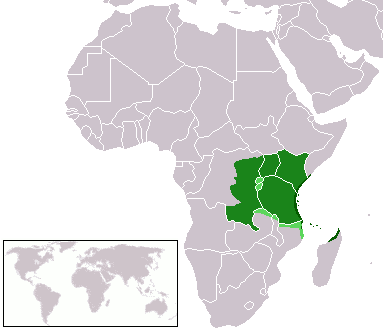
Aire de la langue kiswahili.

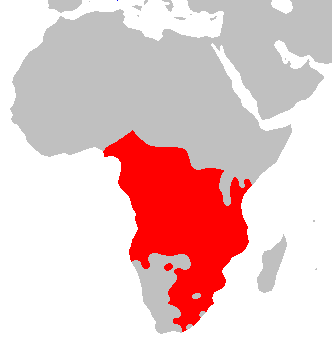
Expansion bantoue.

L'Azanie (en grec ancien Ἀζανία / Azania, parfois Côte d'Ajan) est l'ancienne appellation de la partie de la côte d'Afrique orientale qui s'étend, le long de l'océan Indien, au sud de la mer Rouge. Au début du XIXe siècle, une géographie en fixe les limites entre le détroit de Bab-el-Mandeb au nord et la côte du Zanguebar au sud.

## Acceptions contemporaines (XXesiècle)
À l'époque contemporaine, le mot Azanie (ou Azania) a été employé notamment entre 1965 et 1970 par le Front de libération de l'Azanie (Azania Liberation Front ou ALF) pour désigner le Soudan du Sud. 
Le terme a aussi été employé depuis les années 1960 par le PAC et sa branche armée, l'Armée de libération du peuple azanien et, depuis 1978, par un autre parti sud-africain, l'AZAPO, pour désigner l'Afrique du Sud,. 
Depuis 2011, ce nom est parfois utilisé pour désigner le territoire somalien du Jubaland, en sécession depuis 1998,.

## Acceptions anciennes (Antiquité)
En 77 apr. J.-C., dans son Histoire naturelle, Pline l'Ancien mentionne une mer d'Azanie qui commence à Adulis et s'étend au sud le long de la côte l'Afrique. Le Périple de la mer Érythrée, datant du Ier siècle apr. J.-C., traite de l'Azanie ; les chapitres 16 à 19 du Périple suggèrent que l'Azanie serait le littoral au sud de l'actuelle Somalie. Le chapitre 16 mentionne explicitement Rhapta, que l'on considère comme situé dans le delta du Rufiji (actuelle Tanzanie), au sud des îles Pyralaoi, identifiées à l'archipel de Lamu, au sud du Kenya. Le Périple ne mentionne pas d'« Éthiopiens » (des personnes à la peau noire) parmi les habitants de ces régions ; ils apparaissent plus tard, au IVe siècle apr. J.-C., dans la Géographie de Ptolémée, mais dans une région nettement plus au sud, au nord du Mozambique. Selon John Donnelly Fage, ces documents grecs suggèrent que les habitants d'origine de la côte d'Azanie ne sont pas différents des populations de langues afro-asiatiques situées plus au nord, le long de la mer Rouge. Par la suite, au Xe siècle apr. J.-C., ces « Azaniens » originels auraient été remplacés par de nouveaux arrivants bantous. L'Azanie est également mentionnée par Cosmas Indicopleustès au VIe siècle apr. J.-C.
Selon John E. Hill, l'Azanie est également mentionnée comme Zésàn (澤散), dans le Wei lüe (« une brève histoire de Wei »), un texte historique chinois rédigé entre 239 et 265 apr. J.-C. par Yu Huan (en).